# جائزة بلجيكا الكبرى 1965
جائزة بلجيكا الكبرى 1965 هو سباق فورمولا 1 أقيم بتاريخ 13 يونيو 1965 في حلبة دي سبا فرانكورشومب، بلجيكا. كان الثالث من أصل 10 في بطولة العالم لسباقات الفورمولا واحد موسم 1965. حلّ البريطاني جيم كلارك أولا بينما جاء البريطاني جاكي ستيورات في المركز الثاني وحصل على المركز الثالث النيوزلندي بروس ماكلارين.

## وصلات خارجية
- الموقع الرسمي